# Henry Ford
Henry Ford (30. srpnja 1863. – 7. travnja 1947.), osnivač Ford Motor Company.
Henryju Fordu, osnivaču Forda, pripisuje se doprinos stvaranju srednjeg sloja američkog društva.
Bio je američki industrijalac koji je revolucionirao tvorničku proizvodnju svojim metodama na pokretnoj traci.
Bio je među prvima koji su uveli masovnu proizvodnju velikom broju ljudi dostupnih automobila na pokretnoj traci. To ostvarenje nije samo značilo revoluciju industrijske proizvodnje, već je imalo i velik utjecaj na modernu kulturu tako da mnogi društveni teoretičari to razdoblje ekonomske i društvene povijesti nazivaju "fordizam".

## Životopis

### Rane godine
Ford je bio rođen na uspješnoj obiteljskoj farmi u Springwells Townshipu, koji je danas dio grada Dearborna u Michiganu, gdje se trenutačno nalazi sjedište tvrtke koju je osnovao. 
Njegov otac William Ford (1826.–1905.), bio je imigranti iz okolice grada Corka u južnoj Irskoj. Majka Mary Litogot Ford (1839.–1876.) rođena je u Michiganu, a bila je najmlađe dijete emigranata iz Belgije. Roditelji su joj preminula dok je bila dijete, te su je usvojili susjedi, obitelj O'Herns. Henry je bio najstariji od šestero njihove djece: Margaret Ford (1867.–1938.); Jane Ford (c. 1868.–1945.); William Ford (1871.–1917.) i Robert Ford (1873.–1934.).
Već kao dijete bio je strastveni mehaničar. Otac mu je poklonio sat u mladosti. U dobi od 15 godina Ford je presložio satove svojih prijatelja i susjeda nekoliko puta, te je stekao reputaciju popravljača satova. Nakon smrt majke 1876. Ford je bio shrvan. Otac je od njega očekivao da preuzme njegovu ulogu na farmi. Uvijek je umjesto poslova na farmi radio na nekim strojevima u očevoj radionici. Kad mu je bilo trinaest godina prvi put je vidio parni stroj s vlastitim pogonom. Godine 1879. otišao je od kuće u okolicu Detroita kako bi se uvježbavao za strojara, prvo u tvrtki "James F. Flower & Bros.", a kasnije u tvrtki "Detroit Dry Dock Co." Godine 1882. vraća se u Dearborn kako bi radio na obiteljskoj farmi i postaje stručnjak u upravljanju Westinghouseovim kompaktnim parnim strojem, što ga je na kraju dovelo do posla servisera istih strojeva u toj tvrtci. U to vrijeme učio je knjigovodstvo u "Goldsmith, Bryant & Stratton Business College" u Detroitu.
Ford je oženio Claru Alu Bryant (1866.–1950.) 1888. s kojom je imao jedno dijete Edsel Ford (1893.–1943.).

### Karijera
Godine 1891. postaje inženjer u "Edison Illuminating Company" i nakon promocije u glavnog inženjera 1893. imao je dovoljno novca da posveti pozornost svojim vlastitim eksperimentima na motorima s unutarnjim izgaranjem. Ti eksperimenti su 1896. kulminirali završetkom rada na vlastitom samohodu nazvanom Ford kvadricikl, kojeg je prvi put isprobao u vožnji 4. lipnja te godine. Ford je te godine sudjelovao na sastanku u tvrtci na kojem je upoznao Thomas Edisona, koji je ohrabrio Forda u njegovima pokusima. Nakon toga je Ford konstruirao drugo vozilo, završivši ga 1898.g. Uz pomoć novca koji mu je priskrbio William H. Murphy, bogati industrijalac koji se bavio drvnom industrijom, Ford napušta "Edison Illuminating Company" i zajedno s ostalim inovatorima 5. kolovoza 1899. osniva "Detroit Automobile Company", koja je ubrzo bankrotirala jer je Ford usavršao dizajn automobila umjesto da ih prodaje. Automobili koje je tvrtka proizvodila bili su loše kvalitete i previsoke cijene. 
Uz pomoć C. Harold Willsa, Ford je konstruirao i izgradio automobil od 26 KS s kojime je uspješno nastupao na utrkama. Svojim vozilima Ford se utrkivao s onima drugih proizvođača kako bi prikazao njihovu superiornost.
S tim uspjehom, Murphy i ostali dioničari tvrtke "Detroit Automobile Company" osnovali su novu tvrtku "Henry Ford Company" 30. studenoga 1901., u kojoj je Ford bio glavni inženjer. Godine 1902. Murphy je doveo Henryja M. Lelanda kao konzultanta, na što Ford napušta tvrtku koja nosi njegovo ime. Kada je Ford otišao, Murphy je preimenovao tvrtku u "Cadillac Automobile Company".
Ford se udružio se bivšim biciklistom Tomom Cooperom, te je napravljen model "999" s više od 80 KS kojime je Barney Oldfield pobijedio na utrci u listopadu 1902. Uz potporu starog znanca Alexandera Y. Malcomsona, prodavača ugljena iz područja Detroita, a s kojime je prije radio, osnovao je tvrtku "Ford & Malcomson, Ltd." u kojoj su obojica bili partneri. 
Ford je radio na dizajnu jefitnog autobila, te je nastao Model A, automobil koji se prodavo po cijeni od 850 USD. Iznajmili su tvornicu i potpisali ugovor vrijedan preko 160 000 USD za dostavu dijelova s trgovinom strojeva u vlasištvu John i Horace E. Dodge. Prodaja je bila slaba, te su se pojavili problemi kada su braća Dodge zahtijevala isplatu novca za prvu pošiljku. Na to je Malcomson doveo novu grupu ulagatelja i uvjerio braću Dodge da prihvate udio nove tvrtke. 
"Ford & Malcomson" je re-inkorporirana kao "Ford Motor Company" 16. lipnja 1903. s 28000 USD kapitala, a prvotni ulagatelji su bili Ford i Malcomson, braća Dodge, Malcomsonov ujak John S. Gray (predsjednik banke), Malcolmsonov tajnik James Couzens i dva Malcomsonova odvjetnika, John W. Anderson i Horace Rackham. Gray je postao predsjednik tvrtke, a Ford potpredsjednik. Ford i Malcomson su svaki imali 25,5 % tvrtke, braća Dodge su dobila svaki 10% tvrtke, a Gray, Rackham, Anderson, Couzens i ostali investitori prema udjelu novca. Kako su Malcomson i Gray imali ostalih poslovnih obaveza Malcomson je zaposlio Jamesa Couzensa, također dioničara, na puno vrijeme u tvrtci kako bi kontrolirao Forda. Tvrtka je vrlo brzo postala uspješna. U prvih šest mjeseci zarada je bila 100000 USD, a u prvoj godini 250000 USD. Malcomson je htio povećati dobit, te je vjerovao kako je bolja zarada u luksuznijim automobilima, te je naredio Fordu da konstruira veće i skuplje modele. Ford je pod pritiskom većine u upravnom odboru popustio te su nastali automobili Model B i Model K.

### Ford Motor Company
Svoju vlastitu tvrtku pod nazivom Ford Motor Company osniva 1903. zajedno s jedanaest ostalih inovatora i kapitalom od 28.000 dolara.
U novodizajniranom automobilu Ford je odvezao probnu milju na zaleđenom jezeru St. Clair u vremenu od 39.4 sekunde, te postavio novi kopneni brzinski rekord od 147 km/h. Uvjeren tim uspjehom, poznati vozač utrka Barney Oldfield naziva novi model "999" odavajući počast trkaćoj lokomotivi tog vremena i predstavlja ga diljem države, čineći marku Ford poznatom u cijelom SAD-u. Henry Ford je bio i jedan od ranih podupirača legendarne utrke Indianapolis 500.
Godine 1908. tvrtka u prodaju pušta Model T s čijom se trkaćom verzijom Ford utrkivao od 1909. do 1913. i pobijedio na utrci preko cijelih Sjedinjenih Država (iako je kasnije diskvalificiran), a 1911. Frank Kulick je njome postavio brzinski rekord na ovalnim stazama. 1913. Ford pokušava nastupiti na utrci Indianapolis 500, ali odustaje zbog pravila koja su zahtijevala dodavanje težine od 450 kilograma. Tada se povlači iz utrka, jer mu zbog popularnosti Modela T više nisu bile potrebne za postizanje publiciteta. S prvim danom 1919. prepustio je mjesto predsjednika kompanije svome sinu Edselu, iako je zadržao čvrstu poziciju u rukovođenju njome. Sredinom dvadesetih prodaja Modela T je počela opadati zbog konkurencije koja je nudila modernije automobile s opremom nedostupnom na Modelu T. U prosincu 1927. je zbog toga predstavljen uspješni Model A, nazvan jednako kao i prvi model kojeg je tvrtka ikad proizvela.
Nakon smrti Edsela Forda 26. svibnja 1943. Henry Ford je podržao Harryja Bennetta da preuzme poziciju predsjednika dok je Edselova udovica Eleanor, koja je naslijedila njegovo pravo glasa, predložila Henryjevog unuka i svog sina Henryja Forda II. Problem je na kraju riješen tako da je tada 79-godišnji Henry Ford osobno preuzeo poziciju predsjednika, Henry Ford II. je postao dopredsjednik, a Harry Bennett osoba odgovorna za zaposlenike i odnose s javnošću.
Henry Ford je 21. rujna 1945. prepustio poziciju predsjednika tvrtke unuku Henryju Fordu II., a preminuo je od izljeva krvi u mozak u dobi od 83 godine 7. travnja 1947. na svom posjedu u Dearbornu. Pokopan je na groblju Ford Cemetery u Detroitu.